# Jalor
Jalor là một thành phố và khu đô thị của quận Jalor thuộc bang Rajasthan, Ấn Độ.

## Địa lý
Jalor có vị trí 25°21′B 72°37′Đ / 25,35°B 72,62°Đ Nó có độ cao trung bình là 178 mét (583 feet).

## Nhân khẩu
Theo điều tra dân số năm 2001 của Ấn Độ, Jalor có dân số 44.828 người. Phái nam chiếm 53% tổng số dân và phái nữ chiếm 47%. Jalor có tỷ lệ 60% biết đọc biết viết, cao hơn tỷ lệ trung bình toàn quốc là 59,5%: tỷ lệ cho phái nam là 72%, và tỷ lệ cho phái nữ là 46%. Tại Jalor, 16% dân số nhỏ hơn 6 tuổi.